# Liste der Stolpersteine im Kölner Stadtteil Dünnwald
Die Liste der Stolpersteine im Kölner Stadtteil Dünnwald führt die vom Künstler Gunter Demnig verlegten Stolpersteine im Kölner Stadtteil Dünnwald auf.
Die Liste der Stolpersteine beruht auf den Daten und Recherchen des NS-Dokumentationszentrums der Stadt Köln, zum Teil ergänzt um Informationen und Anmerkungen aus Wikipedia-Artikeln und externen Quellen. Ziel des Kunstprojektes ist es, biografische Details zu den Personen, die ihren (letzten) freiwillig gewählten Wohnsitz in Köln hatten, zu dokumentieren, um damit ihr Andenken zu bewahren.
Anmerkung: Vielfach ist es jedoch nicht mehr möglich, eine lückenlose Darstellung ihres Lebens und ihres Leidensweges nachzuvollziehen. Insbesondere die Umstände ihres Todes können vielfach nicht mehr recherchiert werden. Offizielle Todesfallanzeigen aus den Ghettos, Haft-, Krankenanstalten sowie den Konzentrationslagern können oft Angaben enthalten, die die wahren Umstände des Todes verschleiern, werden aber unter der Beachtung dieses Umstandes mitdokumentiert.
| Bild                                                    | Name sowie Details zur Inschrift | Adresse                            | Zusätzliche Informationen |
| ------------------------------------------------------- | --- | ---------------------------------- | --- |
| Stolperstein Köln An der Walkmühle 70 Peter Baum        | Hier wohnte Peter Baum (Jahrgang 1883) Stadtverordneter SPD Verhaftet August 1944 KZ Sachsenhausen Ermordet 12. Dezember 1944             | An der Walkmühle 70 (Standort)     | Der Stolperstein erinnert an Peter Baum, geboren am 16. Mai 1883 in Köln. Peter Baum war ein Kölner Stadtverordneter der SPD. Bei der Wahl zur Kölner Stadtverordnetenversammlung am 12. März 1933 wurde Baum für die SPD zum Stadtverordneten gewählt. Unmittelbar nach der ersten Sitzung am 30. März 1933 wurde Baum von der Gestapo verhaftet und für mehrere Wochen inhaftiert. Während der NS-Diktatur wurde er in den folgenden Jahren drei weitere Male festgenommen und für mehrere Wochen festgehalten. Im August 1944, nach dem Attentat vom 20. Juli 1944 auf Hitler, erfolgte seine erneute Festnahme im Rahmen der „Aktion Gitter“. Zunächst im Deutzer Messelager inhaftiert, wurde er im September 1944 ins KZ Sachsenhausen eingeliefert. Dort wurde er am 12. Dezember 1944 mit einem Gewehrkolben erschlagen. |
| Stolperstein Köln Dünnwalder Mauspfad 395 Theodor Esser | Hier wohnte Theodor Esser (Jahrgang 1884) Im Widerstand Verhaftet 1935 'Hochverrat' Zuchthaus Siegburg 1944 Flossenbürg Tot 31. März 1945 | Dünnwalder Mauspfad 395 (Standort) | Der Stolperstein erinnert an Theodor Esser, geboren am 8. August 1884. Der Elektriker Theodor Esser wurde aufgrund seiner politischen Tätigkeit mehrfach verhaftet, im Zuchthaus Siegburg inhaftiert und nach einer Anklage wegen „Hochverrats“ 1944 in das KZ Flossenbürg verschleppt. Hier trug er die Häftlingsnummer 25626. Er starb in Flossenbürg am 31. März 1945. |

## Quelle
- NS-Dokumentationszentrum - Stolpersteine | Erinnerungsmale für die Opfer des Nationalsozialismus (Stadtteilliste Dünnwald)